# Stromfunktion
Die Stromfunktion (Formelzeichen {\displaystyle \psi }, Dimension L² T−1) ist in der Strömungsmechanik ein analytisches Hilfsmittel zur Lösung der Bewegungsgleichungen in ebenen, stationären Strömungen inkompressibler Fluide. Die Annahme der Inkompressibilität ist für Flüssigkeiten bei moderaten Drücken und für Gasströmungen weit unterhalb der Schallgeschwindigkeit eine häufig sinnvolle Näherung. Aus Ableitungen der Stromfunktion ergibt sich das Geschwindigkeitsfeld, das dann automatisch wie bei einem inkompressiblen Fluid divergenzfrei ist. Die Höhenlinien, auf denen der Wert der Stromfunktion konstant ist, stellen Stromlinien dar, was namensgebend für diese Funktion ist. Das Konzept der Stromfunktion kann in Form der Stokes’schen Stromfunktion auch auf achsensymmetrische Strömungen angewendet werden.
Ist die Strömung viskositäts- und wirbelfrei, wie in Potentialströmungen, dann ist die Stromfunktion der imaginäre Teil des komplexen Geschwindigkeitspotentials. Dieser Artikel setzt weder Viskositäts- noch Wirbelfreiheit der Strömung voraus.

## Definition
Betrachtet wird eine ebene, dichtebeständige und stationäre Strömung mit einem ortsabhängigen aber nicht zeitabhängigen weil stationärem Geschwindigkeitsfeld {\displaystyle {\vec {v}}({\vec {x}})\,.} Der Einheitsvektor {\displaystyle {\hat {e}}_{z}} sei senkrecht zur durchströmten Ebene.
Dann ist die Stromfunktion {\displaystyle \psi } eine Funktion, aus der sich die Geschwindigkeit mit den Ableitungen
{\displaystyle {\vec {v}}=\operatorname {rot} (\psi {\hat {e}}_{z})=\operatorname {grad} (\psi )\times {\hat {e}}_{z}\quad \Rightarrow \quad v_{x}={\frac {\partial \psi }{\partial y}}\,,\quad v_{y}=-{\frac {\partial \psi }{\partial x}}\,.}
berechnet. Die Operatoren „rot“ und „grad“ stehen für die Rotation bzw. den Gradient und das Rechenzeichen „×“ bildet das Kreuzprodukt. Die linke Gleichung ist von dem in der Ebene gewählten Koordinatensystem unabhängig während die rechten ein kartesisches Koordinatensystem voraussetzen, in dem {\displaystyle v_{x}} die Geschwindigkeitskomponente in x-Richtung und {\displaystyle v_{y}} diejenige in y-Richtung ist.

## Eigenschaften von mit Stromfunktionen beschriebenen Strömungen

### Stromlinien
Der Gradient der Stromfunktion ist wegen
{\displaystyle \operatorname {grad} (\psi )\cdot {\vec {v}}=\operatorname {grad} (\psi )\cdot (\operatorname {grad} (\psi )\times {\hat {e}}_{z})=0}
senkrecht zur Geschwindigkeit. Die Geschwindigkeit ist per definitionem auf jeder Stromlinie tangential zu ihr, so dass sich der Wert der Stromfunktion auf einer Stromlinie nicht ändert. Das berechnet sich auch aus der Definition der Stromlinie und einem ihrer Linienelemente {\displaystyle \mathrm {d} {\vec {x}}={\vec {v}}\mathrm {d} t\,,} für die also definitionsgemäß {\displaystyle {\vec {v}}\parallel \mathrm {d} {\vec {x}}} oder, gleichbedeutend, {\displaystyle {\vec {v}}\times \mathrm {d} {\vec {x}}={\vec {0}}} gilt:
{\displaystyle {\begin{aligned}{\vec {v}}\times \mathrm {d} {\vec {x}}=(\operatorname {grad} (\psi )\times {\hat {e}}_{z})\times \mathrm {d} {\vec {x}}=(\operatorname {grad} (\psi )\cdot \mathrm {d} {\vec {x}}){\hat {e}}_{z}=\mathrm {d} \psi {\hat {e}}_{z}=&{\vec {0}}\\\Rightarrow \quad \mathrm {d} \psi ={\frac {\partial \psi }{\partial x}}\mathrm {d} x+{\frac {\partial \psi }{\partial y}}\mathrm {d} y=&0\,.\end{aligned}}}
Entlang einer Stromlinie ist der Wert der Stromfunktion also konstant.

### Kritische Punkte der Stromfunktion
In kritischen Punkten der Stromfunktion verschwindet ihr Gradient, dessen Komponenten die Geschwindigkeitskomponenten sind. In den kritischen Punkten der Stromfunktion herrscht also Stillstand. Wegen der Haftbedingung ist das in linear-viskosen Fluiden auf Wänden überall der Fall. Betrachtet werden deshalb nur kritische Punkte im Fluid abseits von Wänden. Ist der kritische Punkt ein Extrempunkt (kein Sattelpunkt), dann sind die Höhenlinien der Stromfunktion, also die Stromlinien, in seiner Umgebung geschlossene Kurven. Ein Maximum der Stromfunktion wird gegen den Uhrzeigersinn, ein Minimum im Uhrzeigersinn umströmt.

### Dichtebeständigkeit
Wenn das Geschwindigkeitsfeld einer ebenen Strömung durch eine Stromfunktion gegeben ist, dann gilt:
{\displaystyle \operatorname {div} {\vec {v}}=\operatorname {div(rot} (\psi {\hat {e}}_{z}))=0\,,}
denn jedes Rotationsfeld ist divergenzfrei. Der Operator „div“ berechnet die Divergenz eines Vektorfeldes. In einer divergenzfreien Strömung verschwindet auf Grund der Massenbilanz überall die substantielle Zeitableitung der Dichte, die daher mindestens zeitlich konstant ist. In einem inkompressiblen Fluid ist die Dichte auch räumlich konstant und das Strömungsfeld jedenfalls divergenzfrei. Die Annahme der Inkompressibilität ist für Flüssigkeiten bei moderaten Drücken und für Gasströmungen weit unterhalb der Schallgeschwindigkeit eine häufig sinnvolle Näherung.
Eine divergenzfreie Strömung enthält weder Quellen noch Senken, so dass unter den gegebenen Voraussetzungen Stromlinien im Inneren der Flüssigkeit weder beginnen noch enden können. Die Stromlinien sind also entweder geschlossen oder laufen auf den Rand.

### Rotation der Strömung
Die Rotation des Geschwindigkeitsfeldes hat im ebenen Fall nur eine Komponente senkrecht zur Ebene:
{\displaystyle \operatorname {rot} {\vec {v}}=\operatorname {rot(grad} (\psi )\times {\hat {e}}_{z}))=\operatorname {grad} (\operatorname {grad} (\psi ))\cdot {\hat {e}}_{z}-\operatorname {div} (\operatorname {grad} (\psi )){\hat {e}}_{z}=-\Delta \psi {\hat {e}}_{z}\,,}
denn die Ableitung der Stromfunktion senkrecht zur Ebene verschwindet und somit auch ihr Gradient in dieser Richtung. Das Symbol „{\displaystyle \Delta }“ bezeichnet den Laplace-Operator. Speziell in kartesischen Koordinaten berechnet sich:
{\displaystyle \operatorname {rot} {\vec {v}}=\left({\frac {\partial v_{y}}{\partial x}}-{\frac {\partial v_{x}}{\partial y}}\right){\hat {e}}_{z}=\left(-{\frac {\partial ^{2}\psi }{\partial x^{2}}}-{\frac {\partial ^{2}\psi }{\partial y^{2}}}\right){\hat {e}}_{z}=-\Delta \psi {\hat {e}}_{z}\,.}
In wirbelfreien Strömungen, wie es Potentialströmungen sind, gilt also die Laplace-Gleichung {\displaystyle \Delta \psi =0\,.} Hierauf wird, wie eingangs angekündigt, an dieser Stelle nicht weiter eingegangen, sondern auf die Artikel zum Geschwindigkeitspotential und zur Potentialströmung verwiesen.

### Volumenstrom zwischen Stromlinien

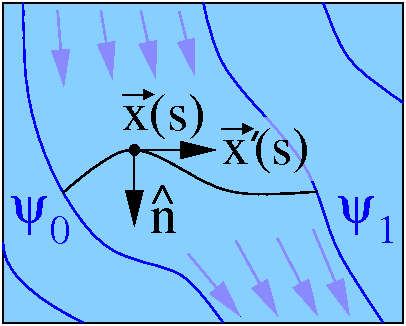
Der Volumenstrom, der zwischen zwei Stromlinien über die schwarze Linie tritt, ist vom Ort und dem Verlauf der Linie unabhängig

Der Volumenstrom zwischen zwei Stromlinien ist überall gleich. Dies wird anhand zweier Stromlinien gezeigt, auf denen die Stromfunktion die Werte ψ0 bzw. ψ1 annimmt. Um den Volumenstrom zu berechnen, der zwischen diesen beiden Stromlinien hindurchtritt, wird eine Linie {\displaystyle {\vec {x}}(s)} mit der Bogenlänge {\displaystyle s\in [0,l]\,,\;\psi ({\vec {x}}(0))=\psi _{0}} und {\displaystyle \psi ({\vec {x}}(l))=\psi _{1}} definiert, die also auf der einen Stromlinie beginnt und auf der anderen Stromlinie endet, siehe Bild. Die Parametrisierung mit der Bogenlänge bewirkt, dass l die Länge der Kurve ist und der Tangentenvekor den Betrag eins hat: {\displaystyle |{\vec {x}}'(s)|=1\,.} Der Volumenstrom {\displaystyle {\dot {v}}_{01}}, der über diese Linie tritt, berechnet sich mit einem Kurvenintegral und der Normale an die Kurve {\displaystyle {\hat {n}}={\vec {x}}'\times {\hat {e}}_{z}} zu
{\displaystyle {\begin{aligned}{\dot {v}}_{01}=&\int _{0}^{l}{\vec {v}}\cdot {\hat {n}}\mathrm {d} s=\int _{0}^{l}(\operatorname {grad} (\psi )\times {\hat {e}}_{z})\cdot {\hat {n}}\mathrm {d} s=\int _{0}^{l}(\underbrace {{\hat {e}}_{z}\times {\hat {n}}} _{{\vec {x}}'})\cdot \operatorname {grad} (\psi )\mathrm {d} s\\=&\int _{0}^{l}\operatorname {grad} (\psi )\cdot \underbrace {{\vec {x}}'\mathrm {d} s} _{=\mathrm {d} {\vec {x}}}=\int _{{\vec {x}}(0)}^{{\vec {x}}(l)}\operatorname {grad} (\psi )\cdot \mathrm {d} {\vec {x}}=\int _{\psi _{0}}^{\psi _{1}}\mathrm {d} \psi =\psi _{1}-\psi _{0}\,.\end{aligned}}}
Unabhängig vom speziellen Kurvenverlauf ist der Volumenstrom zwischen zwei Stromlinien überall gleich. Wenn die Linie auf derselben Stromlinie startet und endet, dann verschwindet der über sie hinweglaufende Volumenstrom. Wenn die gewählte Linie ein Stück einer Stromlinie ist, dann zeigt sich, dass an keiner Stelle einer Stromlinie Fluid über sie hinwegströmt. Eine Stromlinie wirkt wie eine undurchdringliche Wand.

## Bestimmungsgleichungen für die Stromfunktion
Nicht jede Stromfunktion repräsentiert eine physikalisch realistische Strömung. Damit die Stromfunktion im Einklang mit den physikalischen Gesetzen ist, muss sie bei Viskositätsfreiheit den Euler-Gleichungen und bei linearer Viskosität den Navier-Stokes-Gleichungen gehorchen, aus denen sich – wie sich zeigt – die Stromfunktion unabhängig vom Druck berechnen lässt. In einem konservativen Schwerefeld gestaltet sich die Suche nach der Stromfunktion besonders einfach. Der Druck im Fluid kann dann aus der Stromfunktion abgeleitet werden.

### Viskositätsfreie Fluide
Die Euler-Gleichungen liefern über die Bildung der Rotation eine Gleichung für die Stromfunktion:
{\displaystyle {\begin{aligned}\operatorname {rot} \left(\operatorname {grad} ({\vec {v}})\cdot {\vec {v}}+{\frac {1}{\rho }}\operatorname {grad} (p)\right)=&\operatorname {rot} ({\vec {k}})\\\Rightarrow \quad [\operatorname {grad} (\psi )\times \operatorname {grad} (\Delta \psi )]\cdot {\hat {e}}_{z}=&\operatorname {rot} ({\vec {k}})\cdot {\hat {e}}_{z}\,.\end{aligned}}}
Die letzte Gleichung muss die Stromfunktion erfüllen, damit sie eine physikalisch realistische Strömung beschreibt.
| Beweis |
| Ausnutzung der Grassmann-Entwicklung {\displaystyle \operatorname {grad} ({\vec {v}})\cdot {\vec {v}}={\frac {1}{2}}\operatorname {grad} ({\vec {v}}\cdot {\vec {v}})-{\vec {v}}\times \operatorname {rot} ({\vec {v}})} zeigt bei der Bildung der Rotation in den Euler-Gleichungen: {\displaystyle {\begin{aligned}\operatorname {rot} {\vec {k}}=&\operatorname {rot} \left(\operatorname {grad} ({\vec {v}})\cdot {\vec {v}}+{\frac {1}{\rho }}\operatorname {grad} (p)\right)=\operatorname {rot} \left({\frac {1}{2}}\operatorname {grad} ({\vec {v}}\cdot {\vec {v}})-{\vec {v}}\times \operatorname {rot} ({\vec {v}})\right)\\=&\operatorname {rot(rot} ({\vec {v}})\times {\vec {v}})\,,\end{aligned}}} denn Gradientenfelder sind immer rotationsfrei. Mit der Produktregel {\displaystyle \operatorname {rot} ({\vec {f}}\times {\vec {g}})=\operatorname {grad} ({\vec {f}})\cdot {\vec {g}}-\operatorname {div} ({\vec {f}}){\vec {g}}+\operatorname {div} ({\vec {g}}){\vec {f}}-\operatorname {grad} ({\vec {g}})\cdot {\vec {f}}} entwickelt sich daraus: {\displaystyle {\begin{aligned}\operatorname {rot} {\vec {k}}=&\operatorname {grad} (\operatorname {rot} ({\vec {v}}))\cdot {\vec {v}}-\underbrace {\operatorname {div} (\operatorname {rot} ({\vec {v}}))} _{=0}{\vec {v}}+\underbrace {\operatorname {div} ({\vec {v}})} _{=0}\operatorname {rot} ({\vec {v}})-\underbrace {\operatorname {grad} ({\vec {v}})\cdot \operatorname {rot} ({\vec {v}})} _{={\vec {0}}}\\=&\operatorname {grad} (\operatorname {rot} ({\vec {v}}))\cdot {\vec {v}}\,,\end{aligned}}} denn Rotationsfelder sind immer divergenzfrei und der Geschwindigkeitsgradient besitzt keine Komponente in êz-Richtung. Mit {\displaystyle \operatorname {rot} {\vec {v}}=-\Delta \psi {\hat {e}}_{z}\,,\;{\vec {v}}=\operatorname {grad} (\psi )\times {\hat {e}}_{z}} und der Identität {\displaystyle \operatorname {grad} (f{\hat {e}}_{z})={\hat {e}}_{z}\otimes \operatorname {grad} (f)\,,} worin „⊗“ das dyadische Produkt bildet, liefert das: {\displaystyle {\begin{aligned}-\operatorname {rot} {\vec {k}}=&\operatorname {grad} (\Delta \psi {\hat {e}}_{z})\cdot {\vec {v}}=[{\hat {e}}_{z}\otimes \operatorname {grad} (\Delta \psi )]\cdot (\operatorname {grad} (\psi )\times {\hat {e}}_{z})\\=&[\operatorname {grad} (\Delta \psi )\cdot (\operatorname {grad} (\psi )\times {\hat {e}}_{z})]{\hat {e}}_{z}\end{aligned}}} oder {\displaystyle [\operatorname {grad} (\psi )\times \operatorname {grad} (\Delta \psi )]\cdot {\hat {e}}_{z}=\operatorname {rot} ({\vec {k}})\cdot {\hat {e}}_{z}\,.} In kartesischen Koordinaten berechnet sich speziell {\displaystyle \operatorname {grad} (\psi )\times \operatorname {grad} (\Delta \psi )=\left({\frac {\partial \psi }{\partial x}}{\frac {\partial \Delta \psi }{\partial y}}-{\frac {\partial \psi }{\partial y}}{\frac {\partial \Delta \psi }{\partial x}}\right){\hat {e}}_{z}} Auf der rechten Seite der Gleichung steht in den großen Klammern die Poisson-Klammer der Stromfunktion ψ mit Δψ. |

In einem konservativen Beschleunigungsfeld {\displaystyle {\vec {k}}}, wie das Schwerefeld eines ist, kann
{\displaystyle {\vec {k}}=-\operatorname {grad} \,V}
mit einem Potential V angenommen werden. Ein solches Beschleunigungsfeld ist rotationsfrei: {\displaystyle \operatorname {rot} \,{\vec {k}}={\vec {0}}\,.} Umgekehrt existiert nach dem Poincaré-Lemma bei jedem rotationsfreien Vektorfeld {\displaystyle {\vec {k}}} ein solches Potential. Dann reduziert sich die obige Bestimmungsgleichung für die Stromfunktion auf die Bedingung
{\displaystyle \operatorname {grad} (\psi )\times \operatorname {grad} (\Delta \psi )={\vec {0}}\,,}
die mit
{\displaystyle \Delta \psi =f(\psi )}
und einer beliebigen Funktion f immer erfüllt wird:
{\displaystyle \operatorname {grad} (\psi )\times \operatorname {grad} (\Delta \psi )=\operatorname {grad} (\psi )\times \operatorname {grad} (f(\psi ))=\operatorname {grad} (\psi )\times {\frac {\mathrm {d} f}{\mathrm {d} \psi }}\operatorname {grad} (\psi )={\vec {0}}}
Für die Funktion f gibt es mehrere Möglichkeiten:
- f=0 liefert die Laplace-Gleichung, die auf die rotationsfreien Potentialströmungen führt.
- {\displaystyle f(\psi )=-c^{2}\psi } liefert die Helmholtz-Gleichung, die von Wellenfunktionen der Form {\displaystyle \psi (x,y)=A\cos(c{\hat {e}}\cdot {\vec {x}})} mit beliebigem Einheitsvektor {\displaystyle {\hat {e}}\,,\;{\vec {x}}=(x,y)} und beliebiger Amplitude {\displaystyle A} gelöst wird. Eine Überlagerung von {\displaystyle N} solchen Wellen mit {\displaystyle {\hat {e}}=(\cos \alpha _{n},\sin \alpha _{n})} und {\displaystyle \alpha _{n}=\pi (n-1)/N} sowie gleichen Amplituden {\displaystyle A} ergibt parallele Streifen, periodisch rechts und links drehende Wirbel oder bei {\displaystyle N>3} kompliziertere Strukturen, die eine {\displaystyle 2N}-zählige Rotationssymmetrie aufweisen. Erhält jede der summierten Wellen eine eigene, zufällig gewählte Amplitude {\displaystyle A}, dann können sich unregelmäßige Wirbelstrukturen ergeben. Die Funktionen „sin“ und „cos“ berechnen den Sinus und Cosinus.
- Der Fall {\displaystyle f(\psi )=e^{-2\psi }} mit der eulerschen Zahl e liefert die Stuart-Gleichung, die eine exakte Lösung {\displaystyle \psi (x,y)=\ln(c\cosh y+{\sqrt {c^{2}-1}}\cos x)} mit c ≥ 1 besitzt, die mit dem Natürlichen Logarithmus „ln“, dem Cosinus hyperbolicus „cosh“ und der bereits oben vorkommenden Cosinusfunktion „cos“ gebildet wird. Diese Stromfunktion stellt eine in x-Richtung verlaufende Wirbelstraße dar, deren Wirbeldichte von der Konstanten c bestimmt wird, siehe das Beispiel unten.

### Linear viskose Fluide
Die Stromfunktion kann auch in ebenen Strömungsproblemen inkompressibler linear-viskoser Fluide angewendet werden, in denen die Navier-Stokes-Gleichungen gelten. Es ergibt sich eine nicht-lineare Differentialgleichung vierter Ordnung:
{\displaystyle {\begin{aligned}\nu \Delta \Delta \psi +[\operatorname {grad} (\psi )\times \operatorname {grad} (\Delta \psi )]\cdot {\hat {e}}_{z}=&\operatorname {rot} ({\vec {k}})\cdot {\hat {e}}_{z}\\\Rightarrow \quad \nu \Delta \Delta \psi +{\frac {\partial \psi }{\partial x}}{\frac {\partial \Delta \psi }{\partial y}}-{\frac {\partial \psi }{\partial y}}{\frac {\partial \Delta \psi }{\partial x}}=&{\frac {\partial k_{y}}{\partial x}}-{\frac {\partial k_{x}}{\partial y}}\end{aligned}}}
Die obere Gleichung ist vom Koordinatensystem in der Ebene unabhängig und die untere ergibt sich im Fall eines kartesischen Koordinatensystems. Der Materialparameter ν ist die kinematische Viskosität und wenn diese verschwindet, ergibt sich die Bestimmungsgleichung im Fall der viskositätsfreien Fluide.
| Beweis |
| --- |
| Wie im Abschnitt #Bestimmungsgleichungen für die Stromfunktion oben berechnet sich in kartesischen Koordinaten: {\displaystyle {\begin{aligned}\operatorname {rot(grad} ({\vec {v}})\cdot {\vec {v}})=&\operatorname {grad(rot} ({\vec {v}}))\cdot {\vec {v}}=\{-\operatorname {grad} (\Delta \psi {\hat {e}}_{z})\cdot [\operatorname {grad} (\psi )\times {\hat {e}}_{z}]\}{\hat {e}}_{z}\\=&\{[\operatorname {grad} (\psi )\times \operatorname {grad} (\Delta \psi )]\cdot {\hat {e}}_{z}\}{\hat {e}}_{z}\end{aligned}}} Ferner wird {\displaystyle \operatorname {rot} (\Delta {\vec {v}})=\Delta \operatorname {rot} ({\vec {v}})=-\Delta \Delta \psi {\hat {e}}_{z}} bereitgestellt. Bildung der Rotation in den Navier-Stokes-Gleichungen für inkompressible Fluide liefert im stationären Fall: {\displaystyle {\begin{aligned}\operatorname {rot(grad} ({\vec {v}})\cdot {\vec {v}})=&-{\frac {1}{\rho }}\underbrace {\operatorname {rot(grad} (p))} _{={\vec {0}}}+{\frac {\mu }{\rho }}\operatorname {rot} (\Delta {\vec {v}})+\operatorname {rot} {\vec {k}}\\\rightarrow \{[\operatorname {grad} (\psi )\times \operatorname {grad} (\Delta \psi )]\cdot {\hat {e}}_{z}\}{\hat {e}}_{z}=&-{\frac {\mu }{\rho }}\Delta \Delta \psi {\hat {e}}_{z}+\operatorname {rot} {\vec {k}}\end{aligned}}} Skalarprodukt mit êz liefert mit der kinematischen Viskosität {\displaystyle \nu ={\tfrac {\mu }{\rho }}} das gesuchte: {\displaystyle \nu \Delta \Delta \psi +[\operatorname {grad} (\psi )\times \operatorname {grad} (\Delta \psi )]\cdot {\hat {e}}_{z}=\operatorname {rot} ({\vec {k}})\cdot {\hat {e}}_{z}} Auswertung der Gradienten und der Rotation in kartesischen Koordinaten führt auf: {\displaystyle \nu \Delta \Delta \psi +{\frac {\partial \psi }{\partial x}}{\frac {\partial \Delta \psi }{\partial y}}-{\frac {\partial \psi }{\partial y}}{\frac {\partial \Delta \psi }{\partial x}}={\frac {\partial k_{y}}{\partial x}}-{\frac {\partial k_{x}}{\partial y}}} |

Das System aus drei Gleichungen (Impulsbilanz und Massenbilanz) mit drei Unbekannten (zwei Geschwindigkeiten und der Druck) ist also auf eine nicht-lineare Differentialgleichung vierter Ordnung zurückgeführt. Es kann gezeigt werden, dass Randbedingungen die Stromfunktion eindeutig bestimmen und eine Lösung immer existiert.

### Randbedingungen
Ein Strömungsfeld kann nur bei festen Wänden stationär sein. Die Randbedingungen werden entlang von Linien vorgegeben, die – analog zum Abschnitt über den Volumenstrom – mit Kurven {\displaystyle {\vec {x}}(s)} mit der Bogenlänge {\displaystyle s\in [0,l]} definiert werden. Dann lautet der Tangenteneinheitsvekor {\displaystyle {\hat {e}}_{t}={\vec {x}}'(s)} und die Normale der Linie in der Ebene {\displaystyle {\hat {n}}={\hat {e}}_{t}\times {\hat {e}}_{z}}. Fließt nirgends Fluid über die Linie, dann ist sie ein Teil einer Stromlinie und die Linie stellt gleichzeitig eine Wand dar.
Die Dirichlet-Randbedingungen geben den Wert der Stromfunktion entlang einer solchen Linie vor und es folgt:
{\displaystyle \operatorname {grad} (\psi )\cdot {\hat {e}}_{t}=\operatorname {grad} (\psi )\cdot ({\hat {n}}\times {\hat {e}}_{z})=-{\hat {n}}\cdot (\operatorname {grad} (\psi )\times {\hat {e}}_{z})=-{\hat {n}}\cdot {\vec {v}}=-v_{\text{norm}}\,,}
weswegen mit Dirichlet-Randbedingungen die Geschwindigkeit senkrecht zu Linien festgelegt wird. Ist der Wert der Stromfunktion auf der Linie konstant, dann ist die Linie ein Teil einer Stromlinie und die Normalkomponente der Geschwindigkeit verschwindet entlang der Linie.
Die Neumann-Randbedingungen geben die Ableitungen der Stromfunktion senkrecht zu Linien vor:
{\displaystyle \operatorname {grad} (\psi )\cdot {\hat {n}}=\operatorname {grad} (\psi )\cdot ({\hat {e}}_{z}\times {\hat {e}}_{t})={\hat {e}}_{t}\cdot (\operatorname {grad} (\psi )\times {\hat {e}}_{z})={\hat {e}}_{t}\cdot {\vec {v}}=v_{\text{tang}}}
Durch die Neumann-Randbedingungen wird also die Geschwindigkeitskomponente tangential zur Linie vorgegeben. Wenn die Linie eine Wand ist, dann ist bei linear-viskosen Fluiden die Haftbedingung zu beachten, der zufolge die Geschwindigkeit an einer Wand auch in tangentialer Richtung verschwindet.

## Bestimmung des Drucks
In einer mit einer Stromfunktion beschriebenen Strömung ist die Dichte konstant und der Druck ergibt sich daher nicht aus einer Zustandsgleichung der Form p = p(ρ), sondern allein aus der Impulsbilanz in Form der Euler-Gleichung oder den Navier-Stokes-Gleichungen und den Randbedingungen, d. h. aus dem bereits berechneten Geschwindigkeitsfeld.
In der hier vorliegenden ebenen Strömung lautet die Bestimmungsgleichung für den Druck bei Viskositätsfreiheit des Fluids in einem kartesischen Koordinatensystem:
{\displaystyle \Delta p=\rho \operatorname {div} ({\vec {k}})-\rho \sum _{i,j=1}^{2}{\frac {\partial v_{i}}{\partial x_{j}}}{\frac {\partial v_{j}}{\partial x_{i}}}=\rho \operatorname {div} ({\vec {k}})+2\rho {\frac {\partial ^{2}\psi }{\partial y^{2}}}{\frac {\partial ^{2}\psi }{\partial x^{2}}}-2\rho \left({\frac {\partial ^{2}\psi }{\partial x\partial y}}\right)^{2}}
In einem konservativen Beschleunigungsfeld mit {\displaystyle {\vec {k}}=-\operatorname {grad} (V)} kann hier {\displaystyle \operatorname {div} ({\vec {k}})=-\operatorname {div(grad} (V))=-\Delta V} eingesetzt werden.
Bildung der Divergenz in den Navier-Stokes-Gleichungen für inkompressible Fluide liefert mit {\displaystyle \operatorname {div} (\Delta {\vec {v}})=\Delta (\operatorname {div} {\vec {v}})=0\,:}
{\displaystyle {\begin{aligned}\rho \operatorname {div} \left({\frac {\mathrm {D} {\vec {v}}}{\mathrm {D} t}}\right)=&-\operatorname {div(grad} (p))+\mu \operatorname {div} (\Delta {\vec {v}})+\rho \operatorname {div} {\vec {k}}\\=&-\operatorname {div(grad} (p))+\rho \operatorname {div} {\vec {k}}\end{aligned}}}
und die rechte Seite der Gleichung ist identisch zu der in den Euler-Gleichungen. Damit gilt die obige Bestimmungsgleichung für den Druck auch für linear-viskose Fluide.

## Beispiel

Bewegung von Elektronen im Phasenraum in einem Plasma in Gegenwart einer elektrostatischen Welle, siehe Landau_damping.

Es wird eine in der x-y-Ebene laufende Strömung betrachtet, die in einem kartesischen Koordinatensystem die Stromfunktion
{\displaystyle \psi (x,y)=\ln(f(x,y))}
   mit   
{\displaystyle f(x,y)=c\cosh(y)+{\sqrt {c^{2}-1}}\cos(x)}
mit c > 1 besitzt, worin „ln“ den Natürlichen Logarithmus, „cosh“ den Cosinus hyperbolicus und„cos“ den Cosinus bildet. Weiter unten werden noch die entsprechenden Sinusfunktionen „sinh“ und „sin“ auftauchen, die zusammen mit den Cosinusfunktionen in den genannten Artikeln erläutert werden. Die Integrationskonstante c reguliert die Wirbeldichte.
Die interessierende Stromfunktion ist eine Lösung der Stuartgleichung
{\displaystyle \Delta \psi =e^{-2\psi }}
und ist daher im Einklang mit den physikalischen Gesetzen. Weil die Exponentialfunktion keine Nullstelle besitzt, verschwindet die Rotation in keinem Punkt der Strömung. Diese Stromfunktion beschreibt demnach eine verwirbelte Strömung, siehe Bild.

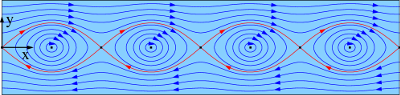
Stromlinien einer mit der Stuart-Gleichung beschriebenen Strömung (c=1,5). Auf den blauen Stromlinien hat die Stromfunktion die Werte -0,8, -0,4, …, 2,4 von innen nach außen zunehmend.

Wegen {\displaystyle \psi (x,-y)=\psi (x,y)} sind die Stromlinien symmetrisch zur x-Achse. Zwischen zwei Punkten mit den Koordinaten (x,-y) und (x,+y) verschwindet der Volumenstrom unabhängig von den Werten von x und y. Anders ausgedrückt strömt auf der y-Achse zwischen (0,y) und dem Ursprung genauso viel Fluid von der linken Halbebene in die rechte wie zwischen dem Ursprung und dem Punkt (0,-y) von der rechten Halbebene in die linke.
Das Geschwindigkeitsfeld berechnet sich aus den Ableitungen der Stromfunktion:
{\displaystyle v_{x}={\frac {\partial \psi }{\partial y}}={\frac {c\sinh(y)}{f(x,y)}}\quad {\text{und}}\quad v_{y}=-{\frac {\partial \psi }{\partial x}}={\frac {{\sqrt {c^{2}-1}}\sin(x)}{f(x,y)}}}
An den Stellen, wo die Geschwindigkeit verschwindet, hat die Stromfunktion kritische Punkte. Diese kritischen Orte liegen bei y = 0 und x = ±n π, n = 0,1,2,… und sind im Bild mit schwarzen Punkten markiert. In den kritischen Punkten hat die Stromfunktion die Werte
{\displaystyle \psi (\pm n\pi ,0)=\ln \left(c\cosh(0)+{\sqrt {c^{2}-1}}\cos(\pm n\pi )\right)=\ln \left(c+(-1)^{n}{\sqrt {c^{2}-1}}\right)}
Der Wert für gerades {\displaystyle n} wird auf den roten Stromlinien angenommen und der Wert für ungerades n nur an einzelnen, isolierten Punkten dazwischen. Die Koeffizienten der Hesse-Matrix
{\displaystyle \nabla ^{2}\psi ={\begin{pmatrix}{\frac {\partial ^{2}\psi }{\partial x^{2}}}&{\frac {\partial ^{2}\psi }{\partial x\partial y}}\\{\frac {\partial ^{2}\psi }{\partial x\partial y}}&{\frac {\partial ^{2}\psi }{\partial y^{2}}}\end{pmatrix}}}
berechnen sich mit der Stromfunktion zu
{\displaystyle {\begin{aligned}{\frac {\partial ^{2}\psi }{\partial x^{2}}}=&{\frac {1-c^{2}-c{\sqrt {c^{2}-1}}\cos(x)\cosh(y)}{f^{2}(x,y)}}\\{\frac {\partial ^{2}\psi }{\partial x\partial y}}=&{\frac {c{\sqrt {c^{2}-1}}\sin(x)\sinh(y)}{f^{2}(x,y)}}\\{\frac {\partial ^{2}\psi }{\partial y^{2}}}=&{\frac {c^{2}+c{\sqrt {c^{2}-1}}\cos(x)\cosh(y)}{f^{2}(x,y)}}\end{aligned}}}
In den kritischen Punkten nimmt die Hesse-Matrix die Form
{\displaystyle \nabla ^{2}\psi (\pm n\pi ,0)={\begin{pmatrix}{\frac {1-c^{2}-(-1)^{n}c{\sqrt {c^{2}-1}}}{(c+(-1)^{n}{\sqrt {c^{2}-1}})^{2}}}&0\\0&{\frac {c}{c+(-1)^{n}{\sqrt {c^{2}-1}}}}\end{pmatrix}}}
an. Bei geradem n ist die Hesse-Matrix
{\displaystyle \nabla ^{2}\psi (\pm n\pi ,0)={\begin{pmatrix}{\frac {1-c^{2}-c{\sqrt {c^{2}-1}}}{(c+{\sqrt {c^{2}-1}})^{2}}}&0\\0&{\frac {c}{c+{\sqrt {c^{2}-1}}}}\end{pmatrix}}}
wegen c > 1 indefinit und es liegt ein Sattelpunkt vor. Bei ungeradem n ist die Hesse-Matrix
{\displaystyle \nabla ^{2}\psi (\pm n\pi ,0)={\begin{pmatrix}{\frac {1-c^{2}+c{\sqrt {c^{2}-1}}}{(c-{\sqrt {c^{2}-1}})^{2}}}&0\\0&{\frac {c}{c-{\sqrt {c^{2}-1}}}}\end{pmatrix}}}
positiv definit und es liegt ein Minimum vor. Daher werden diese Punkte im Uhrzeigersinn umströmt. Die positive Definitheit ergibt sich aus
{\displaystyle 0<{\frac {1}{c+{\sqrt {c^{2}-1}}}}<1} und {\displaystyle c-{\sqrt {c^{2}-1}}={\frac {1}{c+{\sqrt {c^{2}-1}}}}}
weswegen
{\displaystyle 0<c-{\sqrt {c^{2}-1}}<1} und {\displaystyle 0<1-(c-{\sqrt {c^{2}-1}})^{2}=2(1-c^{2}+c{\sqrt {c^{2}-1}})}